# Chuck Harmony
Charles T. Harmon conhecido como Chuck Harmony é um produtor musical, instrumentista e compositor norte-americano, com residência em Los Angeles, Califórnia, EUA.